# Der Fluch der Mannheit
Der Fluch der Mannheit ist der Titel einer Schrift des britischen Evangelisten Henry Varley in der deutschen Übersetzung von Robert von Zwingmann. Der Untertitel lautet: „Zwei Vorlesungen für Männer“. Das Werk erlebte zahlreiche Überarbeitungen und Neuauflagen. Die Erstausgabe von 1883 bestand zunächst aus einer Vorlesung, die nach vier Jahren um eine zweite erweitert wurde. Die deutsche Übersetzung nach der 8. englischen Auflage von 1887 umfasste 90 Seiten, die 15. Auflage von 1919 dagegen ist eine auf nur noch 47 Seiten gekürzte Fassung.
Varleys Schrift fand bei seinen Zeitgenossen, insbesondere bei der Geistlichkeit, breite Zustimmung und Unterstützung. So hat z. B. Domherr Wilberforce „die Teile der Vorlesung, welche hauptsächlich für Jünglinge und junge Männer Anwendung finden, als eine besondere Ausgabe für diese veröffentlichen lassen“. In dieser Form wurde sie nicht nur in Großbritannien, sondern auch in Deutschland – zum Teil bis in die Mitte des zwanzigsten Jahrhunderts – zur moralischen Festigung der Jugend eingesetzt.

## Zusammenfassung des Inhalts
Varley geht von der Prämisse aus, dass der Samen für Leben und Gesundheit des Mannes eine herausragende Bedeutung habe und „unter allen Umständen als ein kostbares Gut zu bewahren sei“. Er schließt sich damit einer damals verbreiteten Ansicht an, dass die Lebensenergie durch Samenvergeudung geschwächt werde.
Hierauf gestützt vertritt Varley ähnliche Ansichten wie vor ihm z. B. der Schweizer Arzt Simon-Auguste Tissot in seinem 1760 erschienenen Versuch von denen Krankheiten, welche aus der Selbstbeflekung entstehen.
Verhüllende Fremdwörter wie Masturbation, Onanie oder in einer Wertung zurückhaltende Begriffe wie „Selbstbefriedigung“ kommen in Varleys Schrift nicht vor. Er spricht stets abwertend von „Selbstbefleckung“ und bezeichnet diese als „vernichtende Sünde“, „tödliche Gewohnheit“, „erniedrigende Angewohnheit“, „verderbliches Laster“ oder ähnliches.
Als Folgen der „Selbstbefleckung“ beschwört er z. B. „Erblassen der Haut, Blutarmut, Trübung der Augen, Erschlaffung des Fleisches, Muskelschwund, Gedächtnisschwäche, Kleinwüchsigkeit, Brustenge, schwache Lungen, Neigung zu Hautausschlägen und Erkältungen, Verdauungsstörungen, Niedergeschlagenheit, Schläfrigkeit und Trägheit“. In schwereren Fällen könne es auch zu „nervösen Anspannungen, rheumatischen Anfällen, Gedächtnisverlust, Fallsucht“ und „Irrsinn“ bis hin zu Todesfällen durch „Schwindsucht“ kommen. Zitat: „Man muß ohne jede Frage die Hauptursache der Krankheiten, Abzehrung und Tod unter Jünglingen und jungen Männern in jener schandbaren Gewohnheit suchen.“
Eindringlich verurteilt Varley jegliche Form von Unzucht und Hurerei als „schwere Sünde gegen Gott“. Er beklagt die Nachlässigkeit der Regierungen, die vor dem in den Großstädten wuchernden „Sumpf des Verderbens“ die Augen verschlössen und das „Laster“ stillschweigend duldeten.
Varley zitiert zahlreiche Beispiele als angebliche Belege verheerender Folgen der „Lasterhaftigkeit“. Er hält Eheleute zu maßvollem Umgang mit der Geschlechtlichkeit an und appelliert an die Männer, die den Verlockungen ihrer Triebe nicht haben widerstehen können, sich mit Gottes Hilfe von ihrem „Laster“ zu befreien und sich auf einen mühsamen und langwierigen Weg „zur allmählichen Wiedererlangung ihrer geistigen und körperlichen Gesundheit“ zu begeben.